# Aron Åkre Rysstad
Aron Åkre Rysstad (* 11. April 1999) ist ein norwegischer Skilangläufer.

## Werdegang
Rysstad, der für den Valle IL startet, nahm bis 2019 an Juniorenrennen teil. Dabei errang er bei den Nordischen Junioren-Skiweltmeisterschaften 2019 in Lahti den sechsten Platz im Sprint. In der Saison 2019/20 startete er erstmals in Nes im Scandinavian-Cup, wo er den fünften Platz im Sprint belegte und lief bei den U23-Skiweltmeisterschaften 2020 in Oberwiesenthal auf den 33. Platz im Sprint. Im folgenden Jahr gewann er bei den U23-Skiweltmeisterschaften in Vuokatti die Silbermedaille im Sprint. Sein Debüt im Weltcup gab er zu Beginn der Saison 2021/22 in Ruka, wo er mit dem 30. Platz im Sprint seinen ersten Weltcuppunkt holte.

## Siege bei Continental-Cup-Rennen
| Nr. | Datum             | Ort         | Disziplin        | Serie            |
| --- | ----------------- | ----------- | ---------------- | ---------------- |
| 1.  | 11. Dezember 2021 | Beitostølen | Sprint klassisch | Scandinavian Cup |